# Hondengang

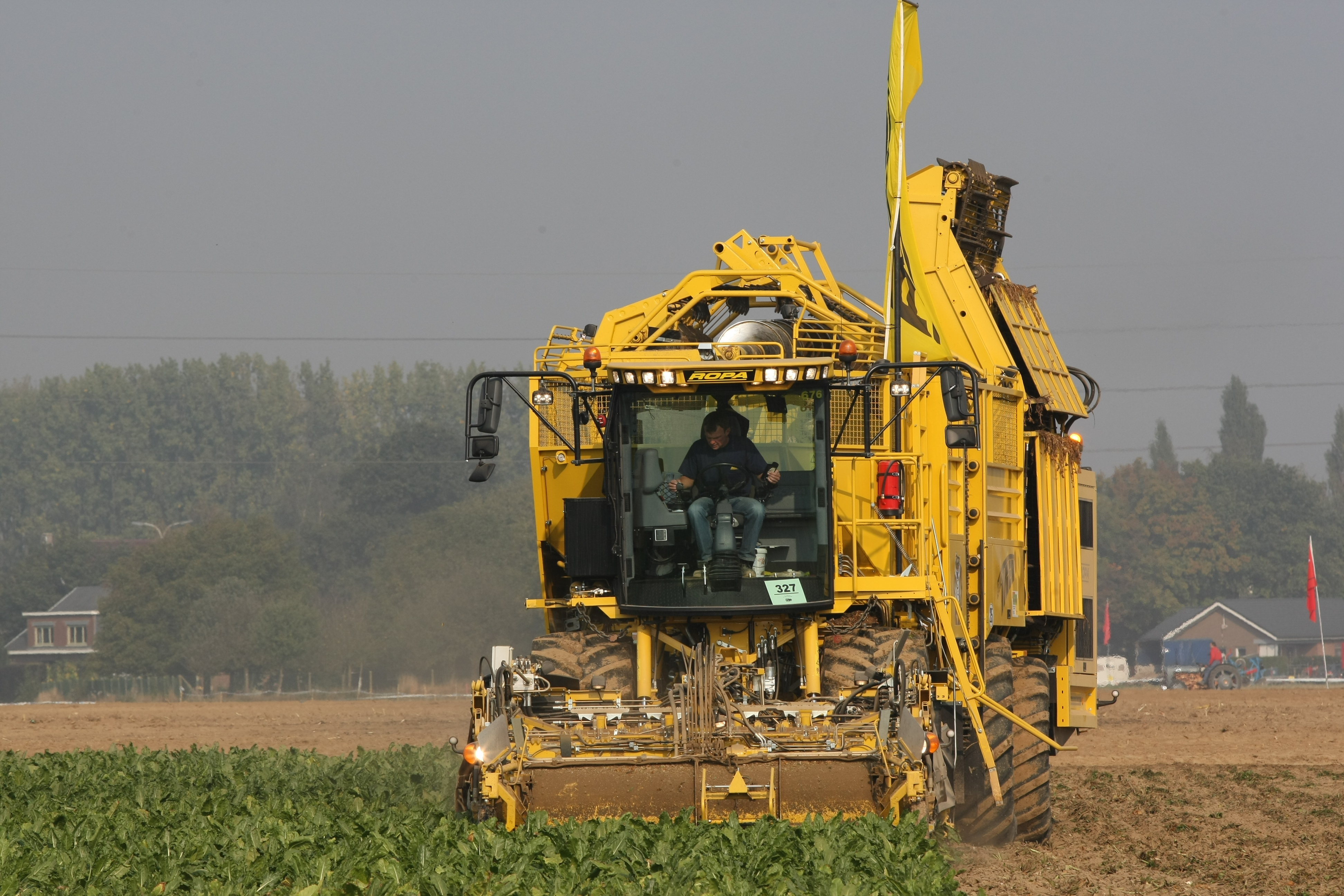
Zelfrijdende ROPA bietenrooier met hondengang.

Men spreekt van hondengang of krabbesturing als een vierwielig voertuig de voorwielen in een ander spoor lopen dan de achterwielen, terwijl de aslengtes hetzelfde zijn. Het voertuig zal bij rechtuit rijden, niet recht ten opzichte van de wegas staan. Hierdoor lijkt het op een hond die zijn achterpoten naast zijn voorpoten zet bij het lopen, en dus niet rechtuit voortbeweegt. Dit kan ook worden gezien als een driftend voertuig.
Het kan voorkomen dat assen van een voertuig niet goed zijn uitgelijnd. Dit is ongewenste hondengang. Dit kan een teken zijn van ouderdom of een incident.
De meest voorkomende vorm van hondengang is met opzet gecreëerd. Dit is dan instelbaar op vierwielige voertuigen met vierwielbesturing. Door de achterwielen dezelfde richting in te laten sturen als de voorwielen bij het bewegen van het stuurwiel, zal het voertuig schuin voorwaarts bewegen in plaats van recht voorwaarts. Dit systeem vindt veel toepassing in bouwmachines en landbouwmachines. Bij bouwmachines wordt het toegepast om in krappe ruimtes te kunnen bewegen en dicht langs objecten te kunnen rijden. Door de hondengang uit te schakelen en over te schakelen op vierwiel- of voorwielsturing, kan rechtuit over de openbare weg gereden worden.

## Nadelen van hondengang

### Beperkt zicht & oriëntatieproblemen

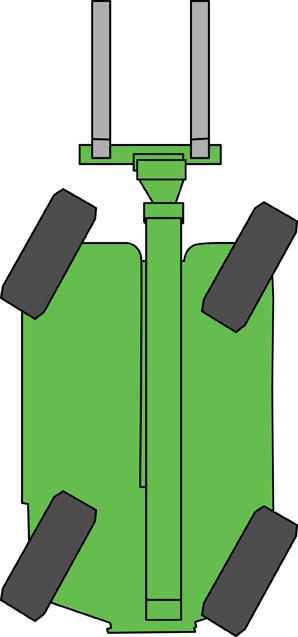
Schematische voorstelling van hondengang bij een verreiker (Links).

De machine beweegt diagonaal of zijwaarts, terwijl deze visueel “recht” lijkt te rijden. Dit maakt het moeilijker voor de bestuurder om nauwkeurig te bepalen waar de machine heen gaat, vooral op drukke bouwplaatsen of bij slecht zicht.

### Verhoogd risico op aanrijding of schade
Doordat de achterzijde van de machine zijwaarts kan uitslaan, is de kans op contact met objecten of personen groter dan bij traditionele besturing, vooral bij werkzaamheden dicht langs muren of bij verkeer.

### Vereist ervaren bediening
Krabbesturing vergt meer ervaring en inschattingsvermogen van de bestuurder. Onervaren bestuurders kunnen snel verkeerde stuurbewegingen maken of inschattingsfouten begaan. Dit komt meestal omdat de cabine niet meedraait, hoewel er sommige landbouwvoertuigen bestaan die met de cabine meedraaien.

### Verhoogde bandenslijtage
Bij frequente hondengangbewegingen kunnen de banden ongewoon en versneld slijten, vooral bij gebruik op harde ondergronden (zoals asfalt of beton). Op zachte aarde verslijten banden net iets minder dan op harde ondergronden.

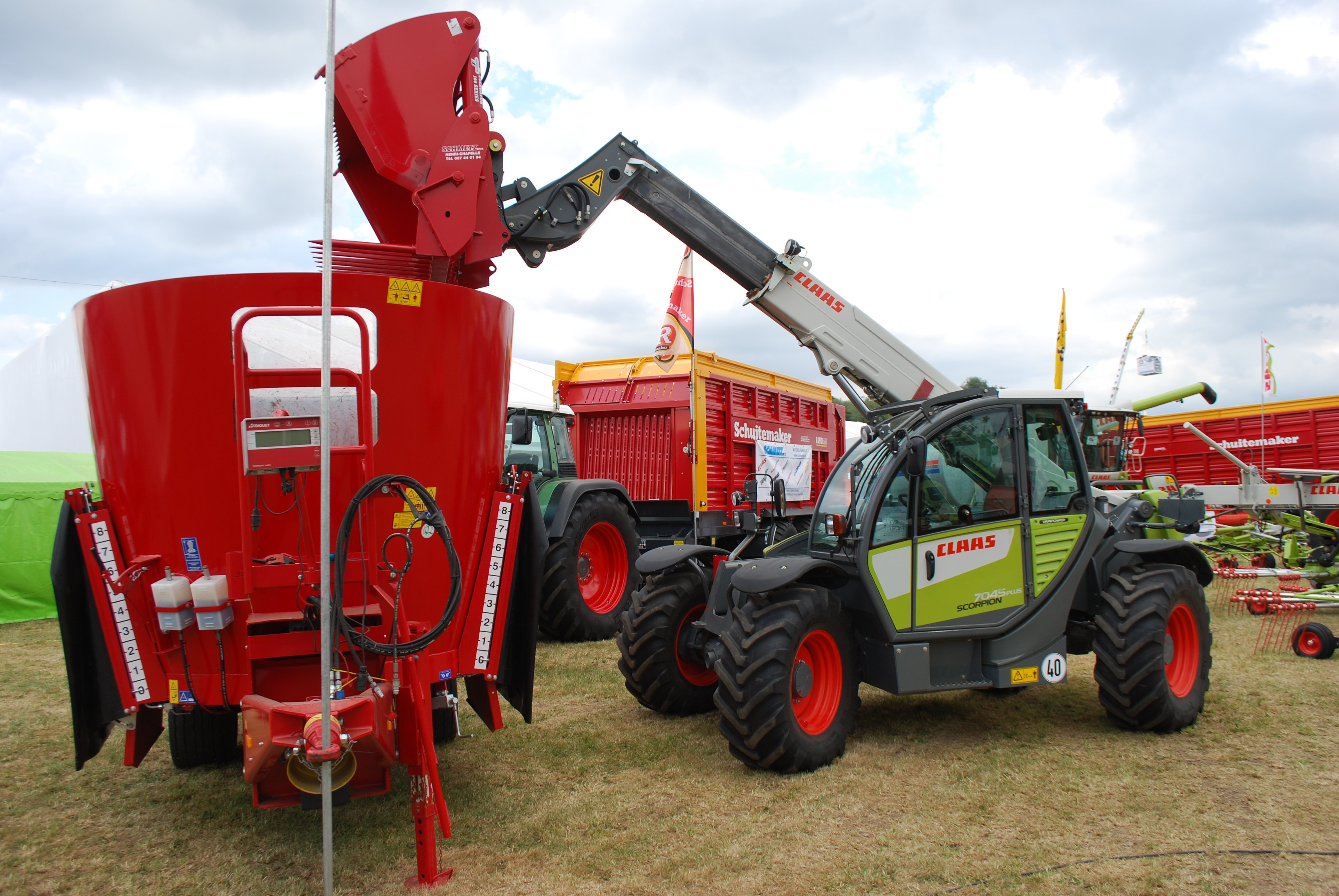
Claas verreiker in krabbesturing.

### Hogere mechanische belasting
De stuurinrichting, ophanging en hydraulica worden bij hondengang extra belast. Meer slijtage en onderhoud aan het stuurmechanisme en lagers is mogelijk. 

### Beperkte snelheid
Hondengang is bedoeld voor langzaam rijden. Bij hogere snelheden is het onstabiel en onveilig. Het is niet bruikbaar voor transport over langere afstanden op een terrein of weg. 

## Hondengang bij landbouwvoertuigen
Bij landbouwmachines wordt het toegepast om zo min mogelijk insporing bij veldwerk te verkrijgen. Onder natte omstandigheden kan twee keer een wiel door hetzelfde spoor funeste gevolgen hebben voor de ondergrond of het gewas. Door de achterwielen in een ander spoor te laten lopen, kan de bodemdruk over het veld verspreid worden. Ook word dit gebruikt om de druk van de wielen op het veld te verkleinen en tractie te vergroten, vooral op natte of hellende terreinen. Er is minder bodemverdichting, waardoor de grond minder hard is en het makkelijker is om later de grond open te breken, te bemesten of zaaien.
Hondengang in de landbouw komt vaak voor bij:
- Bietenrooiers: ROPA, Grimme, Vervaet, Dewulf ...
- Verreikers: ATLAPEX, Bobcat, Case (CE / IH), Caterpillar, Claas, Dieci, Fendt, Giant (Tobroco), JCB, JLG, Kramer, Krone (aprilgrap), Liebherr, Lull, Manitou, Massey‑Ferguson, Merlo, New Holland, Sennebogen, SkyTrak, Thaler, Weidemann
- Zelfrijdende veldspuiten: Agrifac ...
- Zelfrijdende mestverspreider: Vervaet Quad 550, Vredo, Oxbo ...
- Speciale mesttanken
- Speciale kippers
- Wielladers: Kramer, Thaler, JCB, Weidemann